# Півникові
Пі́вникові (Iridaceae) — родина трав'янистих багаторічних рослин порядку холодкоцвітих (Asparagales).
Нараховує 60–70 родів і 800–1500 видів, поширених майже по всій Земній кулі, за винятком полярних регіонів.

## Практичне використання
Деякі види рослин як Geissorhiza radians вирощуються як декоритавні рослини.